# 일본민주당
일본민주당(일본어: 日本民主党) 약칭 민주당(일본어: 民主党)은 일본의 정당이었다. 1955년 자유당과의 신설합당으로 자유민주당이 창당되면서 해산되었다.